# Кенни Джи
Ке́ннет Брю́с Горе́лик (англ. Kenneth Bruce Gorelick; род. 5 июня 1956), известный как Кенни Джи (англ. Kenny G) — американский саксофонист, входящий в список 25 самых продаваемых американских музыкантов всех времён по статистике R.I.A.A. (англ. Recording Industry Association of America), лауреат премии «Грэмми» 1993 года, премии «Soul Train», «Мировой Музыкальной Премии», премии «NAACP Image» и «Всеамериканской музыкальной премии» в номинации «Лучший современный артист» 1994 года. Сегодня Кенни Джи входит в десятку артистов, чьи альбомы являются самыми продаваемыми во всём мире. Общее число распроданных им дисков составляет более 30 миллионов копий. Кроме сольных альбомов, Кенни также принимал участие в работе над альбомами таких артистов, как Уитни Хьюстон, Арета Франклин, Селин Дион, Майкл Болтон, Ричард Маркс, Тони Брэкстон, Дэвид Фостер и Натали Коул.
Зачастую критики классифицируют его как саксофониста в стиле нью-эйдж. Музыкальный стиль Кенни Джи называют «гладким», «душевным», мелодичным и романтическим джазом, ритм-джазом, блюз-попом и фанком. Кенни Джи играет джазовые темы на тенор- и сопрано-саксофоне без резких импровизаций. Он является единственным джазовым саксофонистом, чьи синглы представлены в «поп»-чартах. С середины 1980-х годов его имя стало синонимом жанра «Смус-джаз», а также такого понятия, как «современная музыка для взрослых». Некоторые музыкальные критики отмечают, что на сегодняшний день Кенни Джи является «Самым джазовым из поп-исполнителей и самым популярным из джазовых».

## Биография

### Юность
Кеннет Брюс Горелик родился 5 июня 1956 года в Сиэтле (штат Вашингтон). Его отец был евреем, в раннем детстве эмигрировавшим в США из Одессы, мать — уроженка Канады, тоже из еврейской семьи. Мать Кенни, скончавшаяся в 1990 году, при жизни воздавала дань перфекционизму, и сына учила, прежде чем принять решение — перебрать все варианты. «Я её не критикую, — коротко добавляет Кенни Джи. — У неё не было никаких злых намерений». Кенни впервые взял в руки саксофон ещё будучи ребёнком, увидев этот инструмент у музыканта на знаменитом «Шоу Эда Салливана». Позже музыкант вспоминал:

Когда мне было 16-17 лет, я чувствовал, что могу стать профессионалом и играть так же, как и те парни, которых показывали по телевизору. То есть уже тогда я знал, что меня ждёт музыкальная карьера. Я просто сказал себе: «Ты сможешь это сделать, и не надо думать об устройстве на работу в банк».— 
Первый саксофон для Кенни взяла напрокат его мать, и он играл на нём в школьных ансамблях. Известно, что музыкант до сих пор хранит свой первый маленький саксофон, который подарила ему мать и с которым он начал выступать в составе школьных рок-групп. Все школьные годы кумиром Кенни был джазовый саксофонист Гровер Вашингтон младший. Он даже освоил его дыхательную технику, основанную на одновременном вдохе и выдохе, что позволяло невероятно растягивать ноты. В одном из интервью музыкант назвал своим любимым произведением Вашингтона — «Inner City Blues» (с англ. — «Блюз старого городского района»). Навыки игры на музыкальных инструментах Кеннет получил у местного трубача Геральда Пфистера, с которым практиковал игру на музыкальных инструментах, включая и саксофон. Его музыкальное образование заключалось в основном в прослушивании записей известных исполнителей и в попытке подражать им. В 14 лет Кенни купил свою первую пластинку: это был сингл «What Is Hip?» соул-фанковой группы Tower Of Power. Первую профессиональную работу в качестве солирующего саксофониста Кеннету предложил руководитель его школьного биг-бэнда. Именно он устроил Кеннета в шоу Барри Уайта в родном городе Сиэтле. Тогда Кенни исполнилось 17 лет. Хотя он начал играть на альт-саксофоне, учился также на тенор-саксофоне, однако его знаковым инструментом стал сопрано-саксофон. Будучи учащимся средней школы, Кенни также увлекался игрой в гольф. К этому спортивному увлечению его привлёк старший брат Брайн Горелик, начавший практиковать с Кенни игру в гольф, когда тому было десять лет.
После окончания средней школы, Кенни поступил в Центральный Вашингтонский университет с намерением получить образование бухгалтера. Совмещая учёбу в университете, он одновременно играл с Джоном Матиасом, The Spinners, Liberace, а в середине 1970-х годов стал единственным белым музыкантом в основанной в Сиэтле фанк-группе, выступавшей под названием Cold, Bold, and Together. Окончив с отличием университет и получив диплом бухгалтера, Кенни Джи несколько лет подряд играл в группе Джеффа Лорбера. Его отец, занимавшийся оптовыми поставками сантехники, настаивал на том, чтобы сын продолжил семейный бизнес. Однако Кенни оставался непреклонен. Желая посвятить себя музыке, он заявил отцу, что не собирается продолжать семейное дело. Отец ещё долго твердил ему: «Ты должен заняться чем-то более основательным!». Но Кенни настоял на том, чтобы начать карьеру музыканта, и уже в 22 года был принят в группу Джеффа Лорбера, с которой отправился в своё первое турне. На одном из концертов его заметил президент лейбла Клайв Дэвис, заинтересовавшийся его манерой исполнения инструментальной темы к песне «Dancing Queen» шведской группы ABBA.
Он предложил Джеффу Лорберу идею создания сольного альбома Кеннета Горелика. Подписав контракт с лейблом, в 1982 году Кеннет выпустил свой первый сольный альбом. Дебютная пластинка — Kenny G была записана в том же году.

### Начало сольной карьеры. 1980-е годы
В 1982 году Кенни подписал договор с Arista Records как сольный артист. Следующие два альбома музыканта — G-Force и Gravity — были записаны в сотрудничестве с продюсерами Кашифом Салимом и Уэйном Брэйсуэйтом. «За это время я научился многим вещам, касающимся производства и сочинения музыки, а главное — я понял, какая музыка была действительно моей», — говорит Кенни Джи. Эти альбомы получили «платиновый статус» в США. Несмотря на то, что первые 3 инструментальных альбома Кенни Джи были респектабельны, они не принесли музыканту популярности. Только в 1986 году с выходом альбома Duotones музыкант завоевал внимание массового слушателя.
Его четвёртая работа Duotones, в которую вошла композиция «Songbird» (с англ. — «Певчая птица»), вознесла его в ранг звёзд мировой величины. А треки «What Does It Take» легендарного Джуниора Уолкера и «Dont Make Me Wait For Love», исполненный вместе с Ленни Уилльямсом, стали хитами для r'n'b и джаз-аудитории. Во многом благодаря вскоре поступившему к нему предложению выступить в популярной телепрограмме Джонни Карсона — The Tonight Show, артист стал известен. Первоначально предполагалось, что на шоу Кенни представит две вариации своего инструментального исполнения: сольную работу и инструментальную аранжировку с вокалистом, однако в последний момент, когда стало ясно, что выступления предыдущих участников слишком затянулись, его выступление решили урезать до одной — вокальной — вещи. Не следуя инструкциям продюсера, Кенни заменил вокальный номер, сыграв свою инструментальную пьесу «Songbird». «Я смотрел шоу Джонни Карсона всю свою жизнь, и вот — мне выпало 10 минут в этом шоу!» — вспоминал музыкант. — «Это казалось мне невероятным. Что мне оставалось? Я должен был сделать свой выстрел». Трек «Songbird» поднялся до № 4 в поп-чарте журнала «Billboard». Следующий альбом 1988 года — Silhouette занял 8-е место в Top-10, а несколько хитов с этого альбома пользовались огромной популярностью у американской аудитории.
1980-е годы Кенни Джи завершил выпуском шестого и на сегодня единственного двойного альбома Kenny G Live, который, как говорил сам Кенни, запечатлел в себе весь опыт его концертных выступлений с живым и наиболее естественным саундом. На основе этого альбома был снят полнометражный фильм. Альбом был распродан в количестве свыше трёх миллионов копий, а фильм стал дважды платиновым.

### Звёздные годы. 1990-е годы
Breathless, седьмой альбом Кенни, стал самым продаваемым инструментальным альбомом в истории. Пластинка получила статус «платины» 15 раз. Этот альбом находился в чарте Billboard на протяжении четырёх лет, а его отличительной чертой стало участие в нём вокалистов Пибо Брайсона и Аарона Невилла. 100 недель подряд альбом возглавлял чарты современного джаза и вошёл в историю, как «лучший инструментальный альбом всех времён». В хит-параде современного джаза Contemporary Jazz Chart, альбом также завоевал титул «инструментального альбома № 1». Одна из пьес из этого альбома — «Forever In Love» принесла музыканту первую премию «Грэмми», а президент США Билл Клинтон назвал его своим любимым саксофонистом. Спустя недолгое время, журналы Playboy, Downbeat и Rolling Stone назвали Кенни Джи лучшим инструменталистом, а музыкальный журнал Billboard наградил музыканта званием «Джазового артиста десятилетия» в 1980-е годы.
Через четыре года после выпуска феноменально успешного альбома, вышел альбом The Moment, на котором выделяются такие запоминающиеся ритмы инструментальных композиций как латиноамериканская румба Havana, романтическая баллада «Always» (с англ. — «Всегда») и «The Champion’s Theme» (с англ. — «Тема чемпиона»), посвящённая Олимпийским играм. Среди 12 треков альбома есть трогательный дуэт с Тони Брэкстон под названием «That Somebody Was You», а также не менее мелодичный дуэт с лауреатом премии «Грэмми» Babyface «Everytime I Close My Eyes». Сам Кенни поясняет: «Вокальные партии Тони Брэкстон и Бэбифейс явились замечательным дополнением к моим инструментальным импровизациям, и я горжусь ими больше, чем другими на моих старых альбомах. Я считаю, что в этом альбоме присутствует тот уровень разнообразия, которого я всегда хотел достичь, не теряя своей сущности и не изменяя свой саунд». The Moment — первый альбом Кенни с оригинальным материалом после выхода в 1992 года альбома Breathless и девятый по счёту. С альбомом The Moment музыкант выступал на Национальном съезде демократов США.
В 1997 году, Кенни Джи был включён в Книгу рекордов Гиннесса за самое длинное выступление, когда-либо исполненное на саксофоне на одном дыхании. Музыкант исполнил мелодию в тональности ми-бемоль мажор. Зарегистрированное время исполненной им мелодии — сорок пять минут и 47 секунд. Рекорд был установлен в Hopkins-Bright Auditorium (названная в честь двух друзей музыканта) на территории «J&R Music World» в Нью-Йорке.
В тот же год, были записаны несколько миксов на песню Havana, над созданием которых работали диджеи Тодд Терри и Тони Морэн. Микс-версии стали особенно популярны в танцевальных клубах США, а в апреле 1997 года в хит-параде журнала Billboard — Hot Dance Club Play эти микс-версии достигли позиции #1.
В 1999 году состоялся выпуск первого в дискографии музыканта кавер-альбома — «Classics In The Key Of G», в котором с помощью своей излюбленной smooth-лексики Кенни излагает известнейшие темы Гершвина («Summertime») и Эллингтона («In The Sentimental Mood»), Жобима («The Girl From Ipanema», «Desafinado») и Монка («Round Midnight»). По идее создания данного проекта, он должен был отдать дань уважения музыкантам, вдохновившим Кенни Джи на музыкальные совершения. Кроме того, этот проект должен был вдохновить новое поколение исполнителей на музыкальные подвиги, такие же, как те, что в своё время совершил он сам. Однако одна из пьес альбома была подвергнута жёсткой критике со стороны «классиков» джаза. Знаменитая инструментальная тема «What a Wonderful World», оригинальное исполнение которой принадлежит Луи Армстронгу, в альбоме Кенни Джи оказалась не соответствующей по своему звучанию с оригиналом. Кенни Джи был обвинён в попытке встать рядом с такой исключительной фигурой в музыке, как Луи Армстронг. По мнению критиков, оригинал записи не должен был быть изменён. Известный джазовый гитарист Пэт Мэтини в одном из интервью заявил:
Выказывая неуважение к Луису, его наследию, а по умолчанию, и к любому музыканту, который так или иначе внёс свой вклад в развитие импровизационной музыки, Кенни Джи создал прецедент наплевательского отношения к современной культуре, и это должно нас насторожить, если не сказать — напугать. А мы игнорируем этот факт, глядим на него сквозь пальцы — на наш собственный страх и риск. Его равнодушное пренебрежение к последствиям этого неблаговидного поступка (как с человеческой, так и с музыкальной точки зрения) раздражает ещё и тем, что единственным мотивом его совершения является увеличение объёма продаж, а следовательно, и притока денег в карман беспардонного дельца от музыки. А поскольку этот диск уже вышел (примечание: Classics In The Key Of G — 1999), я призываю в знак протеста — пусть и незначительного — бойкотировать продажи альбомов Кенни Джи, его концерты и все связанные с ним мероприятия.
«Дуэт» Кенни Джи и Луи Армстронга был продюсирован Дэвидом Фостером, который также записывался с Натали Коул и Нат Кинг Коулом. Сам Кенни заявлял в то время: «… Я не хотел портить оригинал. Что бы мы ни делали, мы всё равно не создали бы нечто лучшее, чем оригинал, поэтому давайте не тратить впустую своё время и не будем делать это». Многие поклонники Кенни Джи были уверены, что видеоверсия «живого» концерта Кенни в дуэте с Луи Армстронгом станет «гвоздём программы».
Все доходы, полученные от выпуска сингла, пошли в благотворительный фонд музыканта Kenny G Miracles Foundation с целью «закупить музыкальные инструменты и начать финансирование школ искусств».

### Дальнейшая жизнь. 2000-е годы
2000-е годы ознаменовались выпуском специального альбома, посвящённого приближающимся рождественским праздникам. В 2002 году вышел альбом Wishes: A Holiday Album. Пластинка вышла накануне зимних праздников — Нового года и Рождества — и стала третьим альбомом в дискографии артиста, приурочённым к этим торжествам. Музыкант записал её в сотрудничестве со своим давним другом и партнёром — продюсером Уолтером Афанасьеффом, с которым, выпустил большинство хитов, поднявшихся на первое место в престижных хит-парадах. В трек-лист вошли такие классические композиции, как «Hark! The Herald Angels Sing» (с англ. — «Вести ангельской внемли») и «Do You Hear What I Hear» (с англ. — «Слышишь ли ты то, что слышу я»). Всего в дискографии музыканта три «праздничных» альбома: Miracles: The Holiday Album (1994) и Faith: A Holiday Album (1999). Первый альбом, вышедший в 1994 году, занял первое место в альбомном чарте рождественских выпусков «Билборд» как альбом № 1 за три десятилетия. Об этом альбоме музыкант говорил: 

«Я не хотел записывать рождественский альбом, так как считал, что такая акция равносильна признанию в вере, но наиграв White Christmas, я вдруг почувствовал, что во мне постоянно звучит и рвётся наружу замечательная мелодия — и я решился».

В 2003 году Кенни Джи был внесён в список «25 наиболее продающихся артистов за все времена» по статистике R.I.A.A. К этому времени количество проданных альбомов музыканта в США составляло 48 миллионов копий.
В 2006 году музыкант выпустил альбом инструментальных кавер-версий самых известных «романтических» мелодий всех времён. Несмотря на то что своей специализацией Кенни Джи считает поп-джаз, в альбом I'm In The Mood For Love... The Most Romantic Melodies Of All Time, выпущенный в 2006 году, вошли в первую очередь обработки самых известных и любимых в народе мелодий — как из области древней старины, так и современности. Наполнение диска составили кавер-версии таких композиций, как «Yesterday» группы The Beatles, «The Way You Look Tonight» Элтона Джона, джазовые стандарты «I'm In The Mood For Love», «The Shadow of Your Smile» и «As Time Goes By» и другие. В 2008 году Kenny G записал альбом, Rhythm & Romance: The Latin Album, включивший комбинацию самбы, сальсы и боса-новы.
Последним студийным альбом музыканта стал альбом Heart And Soul, выпущенный в 2010 году и включивший в себя смесь джаза и R'n'B.

### Личная жизнь
Кенни Джи в течение 20 лет был женат на Линди Бенсон, но в 2012 году пара развелась.
У музыканта с супругой двое сыновей — Макс и Ноа.
Кенни Джи — компетентный пилот. Он управляет гидропланом «De Havilland Beaver». О своём гидроплане музыкант рассказывает: «Это самый безопасный из всех аэропланов, во всяком случае, до тех пор, пока под нами вода. Даже если откажет двигатель, нам просто придётся снизиться и приводниться. Вообще, мне нравится, когда всё делается экстрабезопасно».
Кенни Джи является создателем благотворительной сети в поддержку юных дарований «The Kenny G Miracles Foundation».
Кенни является чемпионом своего гольф-клуба «Sherwood Country Club» в Калифорнии. По специальному рейтингу «Top 100 in Music», составленном по результатам скрупулёзных вычислений успехов и неудач музыкантов на полях для гольфа, журнал Golf Digest объявил абсолютным лидером (по данным на 7 ноября[когда?]) преуспевающего smooth-джазового саксофониста Кенни Джи.

## Дискография

### Альбомы
| Год  | Альбом                                                            | Фирма           | Примечания   | Наивысшая позиция в чартах | Наивысшая позиция в чартах | Наивысшая позиция в чартах | Наивысшая позиция в чартах   | Наивысшая позиция в чартах | Сертификация                | Сертификация |
| Год  | Альбом                                                            | Фирма           | Примечания   | Billboard 200              | Top Jazz Albums            | Top R&B/Hip-Hop Albums     | Top Contemporary Jazz Albums | Top Internet Albums        | США                         |              |
| ---- | ----------------------------------------------------------------- | --------------- | ------------ | -------------------------- | -------------------------- | -------------------------- | ---------------------------- | -------------------------- | --------------------------- | ------------ |
| 1982 | Kenny G                                                           | Arista Records  |              | -                          | 10                         | -                          | -                            | -                          | Золотой                     |              |
| 1983 | G Force                                                           | Arista Records  |              | 62                         | 6                          | 17                         | -                            | -                          | Платиновый                  |              |
| 1985 | Gravity                                                           | BMG             |              | 97                         | 13                         | 37                         | -                            | -                          | Платиновый                  |              |
| 1986 | Duotones                                                          | Arista Records  |              | 6                          | 5                          | 8                          | 1                            | -                          | 5-кратный мультиплатиновый  |              |
| 1988 | Silhouette                                                        | Arista Records  |              | 8                          | -                          | 10/12                      | 1                            | -                          | 4-кратный мультиплатиновый  |              |
| 1988 | Kenny G Live                                                      | Arista Records  | Концертный   | 16                         | 2                          | -                          | -                            | -                          | 4-кратный мультиплатиновый  |              |
| 1992 | Breathless                                                        | Arista Records  |              | 2                          | 2                          | 1                          | -                            | -                          | 12-кратный мультиплатиновый |              |
| 1996 | The Moment                                                        | Arista Records  |              | 1                          | 1                          | 9/12                       | -                            | -                          | 4-кратный мультиплатиновый  |              |
| 1999 | Classics in the Key of G                                          | Arista Records  | Кавер-альбом | 17                         | 1                          | 27                         | -                            | 13                         | Платиновый                  |              |
| 1999 | Faith: A Holiday Album                                            | Arista Records  | Праздничный  | 6                          | 1                          | 4                          | -                            | 5                          |                             |              |
| 2002 | Paradise                                                          | Arista Records  |              | 9                          | 2                          | 15                         | -                            | 9                          | Золотой                     |              |
| 2002 | Wishes: A Holiday Album                                           | Arista Records  | Праздничный  | 29                         | 2/1                        | 34                         | 64                           | -                          |                             |              |
| 2004 | At Last...The Duets Album                                         | Arista Records  | Кавер-альбом | 40                         | 1                          | 21                         | -                            | -                          | Золотой                     |              |
| 2005 | The Greatest Holiday Classics                                     | Arista Records  | Праздничный  | 39                         | 1                          | 26                         | -                            | -                          |                             |              |
| 2006 | I'm in the Mood for Love...The Most Romantic Melodies of All Time | Arista Records  | Кавер-альбом | 37                         | 1                          | 22                         | -                            | -                          |                             |              |
| 2006 | The Holiday Collection                                            | Arista Records  | Праздничный  | 85                         | 1                          | 40                         | -                            | -                          |                             |              |
| 2008 | Rhythm & Romance                                                  | Concord Records |              | 14                         | 1                          | 15                         | -                            | -                          |                             |              |

#### Сборники
- The Collection (1993)
- Montage (1993)
- The Very Best of Kenny G (1994)
- Kenny G - Greatest Hits (1997)
- In America (2001)
- Ultimate Kenny G (2003)
- The Romance of Kenny G (2004)
- The Essential Kenny G (2006)
- Forever in Love: The Best Of Kenny G (2009)

#### EP
- Six of Hearts (1997)

#### Инструментальные темы всаундтрекахфильмов
Огни святого Эльма (1985)
- Dying Young — «Умереть молодым» (1991)
- "Красотка" (1990)
- "Телохранитель" (1992)
- Симпсоны (1999)
- Южный Парк (2004)
- Songbird — «Тачки» (2006)

#### Синглы
| Год  | Название                                      | Позиция в чарте   | Позиция в чарте       | Позиция в чарте               | Позиция в чарте   | Позиция в чарте | Позиция в чарте | Позиция в чарте              | Позиция в чарте |
| Год  | Название                                      | Billboard Hot 100 | Hot R&B/Hip-Hop Songs | Hot Adult Contemporary Tracks | Top 40 Mainstream | Rhythmic Top 40 | Adult Top 40    | Hot Country Singles & Tracks | Top 40 Tracks   |
| ---- | --------------------------------------------- | ----------------- | --------------------- | ----------------------------- | ----------------- | --------------- | --------------- | ---------------------------- | --------------- |
| 1984 | «Hi, How Ya Doin'?»                           |                   | 23                    |                               |                   |                 |                 |                              |                 |
| 1985 | «Love on the Rise»                            |                   | 24                    |                               |                   |                 |                 |                              |                 |
| 1986 | «Don’t Make Me Wait for Love»                 | 15                | 17                    | 2                             |                   |                 |                 |                              |                 |
| 1986 | «What Does It Take (To Win Your Love)»        |                   | 15                    |                               |                   |                 |                 |                              |                 |
| 1987 | «Songbird»                                    | 4                 | 23                    | 3                             |                   |                 |                 |                              |                 |
| 1988 | «Silhouette»                                  | 13                | 35                    | 2                             |                   |                 |                 |                              |                 |
| 1989 | «Against Doctor’s Orders»                     |                   | 65                    |                               |                   |                 |                 |                              |                 |
| 1989 | «We’ve Saved the Best for Last»               | 47                | 18                    | 4                             |                   |                 |                 |                              |                 |
| 1989 | «Going Home»                                  | 56                | 46                    | 5                             |                   |                 |                 |                              |                 |
| 1992 | «Forever in Love»                             | 18                | 73                    | 1                             | 18                | 33              |                 |                              |                 |
| 1993 | «By the Time This Night Is Over»              | 25                | 37                    | 1                             | 29                |                 |                 |                              |                 |
| 1993 | «Sentimental»                                 | 72                |                       | 27                            |                   |                 |                 |                              |                 |
| 1994 | «Even if My Heart Would Break»                |                   |                       | 28                            |                   |                 |                 |                              |                 |
| 1995 | «Have Yourself a Merry Little Christmas»      |                   |                       | 26                            |                   |                 |                 |                              |                 |
| 1996 | «The Moment»                                  | 63                | 62                    | 16                            |                   |                 |                 |                              |                 |
| 1997 | Havana                                        | 66                |                       |                               |                   |                 |                 |                              |                 |
| 1999 | «What a Wonderful World»                      |                   |                       | 22                            |                   |                 |                 |                              |                 |
| 1999 | «Auld Lang Syne»                              | 7                 | 57                    | 3                             | 40                |                 | 15              | 49                           | 30              |
| 2002 | «One More Time»                               |                   |                       | 19                            |                   |                 |                 |                              |                 |
| 2002 | «Deck the Halls/The Twelve Days of Christmas» |                   |                       | 26                            |                   |                 |                 |                              |                 |
| 2003 | «Auld Lang Syne [Freedom Mix]»                |                   | 98                    |                               |                   |                 |                 |                              |                 |
| 2005 | «I Believe I Can Fly»                         |                   |                       | 28                            |                   |                 |                 |                              |                 |
| 2005 | «The Way You Move»                            |                   |                       | 12                            |                   |                 |                 |                              |                 |
| 2005 | «My Favorite Things»                          |                   |                       | 22                            |                   |                 |                 |                              |                 |
| 2005 | «We Wish You a Merry Christmas»               |                   |                       | 15                            |                   |                 |                 |                              |                 |
| 2006 | «Jingle Bell Rock»                            |                   |                       | 35                            |                   |                 |                 |                              |                 |

## Признание заслуг
Кенни Джи принадлежит звезда на голливудской «Аллее славы» за вклад в индустрию звукозаписи. Адрес её местоположения: 7021 Hollywood Blvd.